# Монхе, Хорхе Эрнан
Хо́рхе Эрна́н Мо́нхе Мо́ра (исп. Jorge Hernán Monge Mora; 14 февраля 1938, Десампарадос, Сан-Хосе — 28 ноября 2019) — коста-риканский футболист, играл на позиции нападающего.

## Биография

### Клубная карьера
Монхе дебютировал в 1953 году за «Депортиво Саприсса» в возрасте 15 лет. За этот клуб он играл всю свою футбольную карьеру и выиграл 6 чемпионских титулов. Завершил карьеру в 1967 году.

### Карьера в сборной
Дебютировал за сборную Коста-Рики 24 июля 1955 года в матче со сборной Гватемалы — Коста-Рика выиграла матч со счётом 9:1, а Монхе оформил хет-трик. Принимал участие на Панамериканском чемпионате 1956 года, где был основным игроком и сыграл в 5 матчах на турнире и забил 4 гола. Вместе с бразильцами Ларри и Шинезиньо он разделил второе место среди бомбардиров турнира.
19 марта 1961 года в матче со сборной Гаити в рамках чемпионата КККФ 1961 года оформил пента-трик (5 голов) — Коста-Рика выиграла матч со счётом 8:0. Всего за сборную Коста-Рики сыграл 26 матчей и забил 21 голов.

### Смерть
Скончался 28 ноября 2019 года в возрасте 81 года.

## Достижения
«Депортиво Саприсса»
- Чемпион Коста-Рики (6): 1953, 1957, 1962, 1964, 1965, 1967
- Обладатель Кубка Коста-Рики (2): 1960, 1963
- Обладатель Суперкубка Коста-Рики (1): 1963